# Kendal

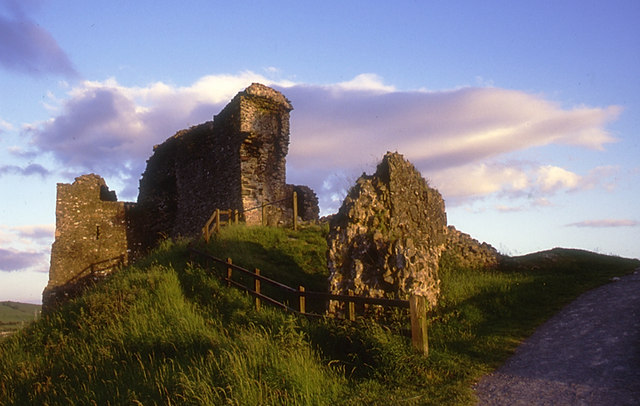
Ruine von Kendal Castle

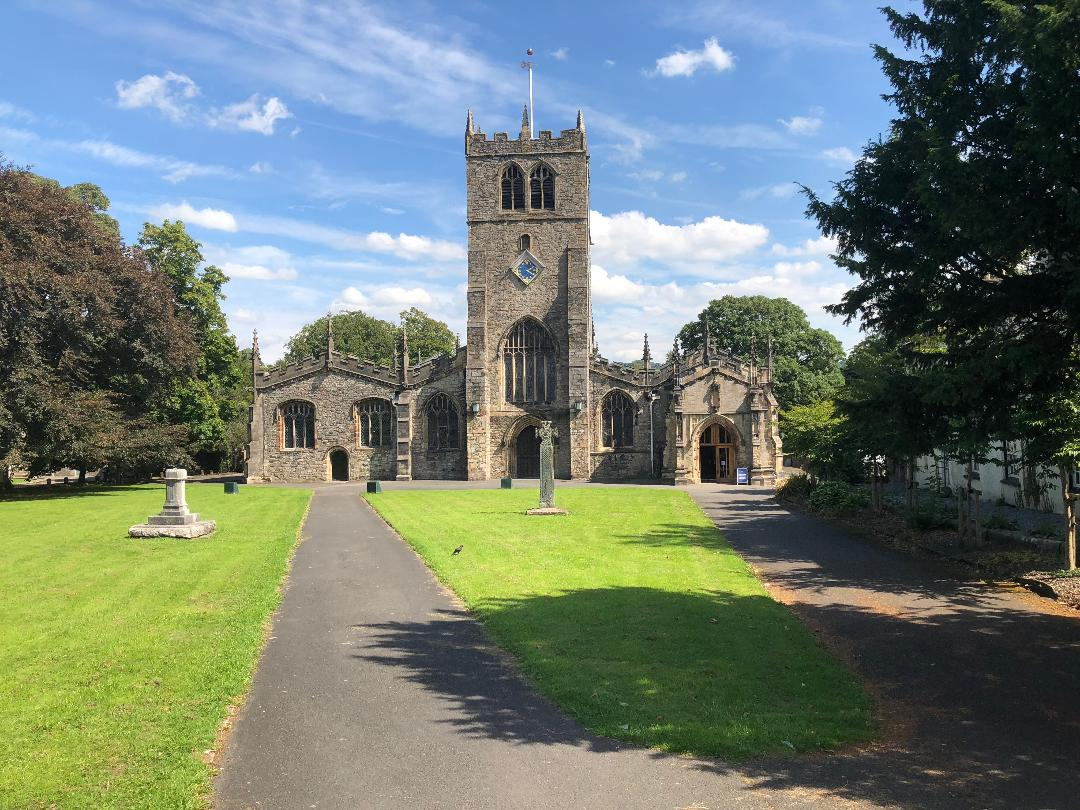
Kendal Parish Church

Kendal ist eine ca. 30.000 Einwohner zählende Stadt im Nordwesten Englands. Sie war die größte Stadt in der Grafschaft (county) Westmorland, die im Jahr 1974 Teil der neu gebildeten Grafschaft Cumbria wurde. Die Stadt ist Verwaltungssitz der Unitary Authority Westmorland and Furness.

## Lage und Klima
Kendal liegt in einer Höhe von ca. 165 m ca. 100 km (Fahrtstrecke) südlich der Großstadt Carlisle am Fluss Kent zwischen dem Lake District im Nordwesten und den Yorkshire Dales im Südosten; die historisch bedeutsame Stadt Lancaster befindet sich knapp 35 km südlich. Das Klima ist eher kühl und regnerisch; Regen (ca. 1400–1800 mm/Jahr) fällt übers Jahr verteilt.

## Bevölkerung
| Jahr      | 2001   | 2011   | 2021   |
| Einwohner | 26.548 | 27.689 | 28.944 |

Das Bevölkerungswachstum beruht im Wesentlichen auf dem Zuzug von Familien aus dem Umland sowie aus anderen Teilen des Commonwealth.

## Wirtschaft
Im Mittelalter war Kendal berühmt für die Herstellung von Wollstoffen. Besonders der schwere Kendal green war berühmt, da er von den Bogenschützen in den Kriegen mit den Franzosen getragen wurde. Im 19. Jahrhundert kam die Tabakherstellung hinzu.

## Geschichte
Um das Jahr 90 gründeten die Römer etwa 2 km südlich der heutigen Stadt ein Kastell; Überreste werden im Kendal Museum aufbewahrt. Die spätere Entwicklung des Ortes ist jedoch eher dem wirtschaftlichen Aufschwung durch Woll- und Textilverarbeitung zu verdanken.

## Sehenswürdigkeiten
- Die Ruine des im 12. Jahrhundert erbauten Kendal Castle schaut über die Stadt. Hier wurde Catherine Parr, die letzte Frau von Heinrich VIII., geboren.
- Die spätgotische Parish Church hat fünf Schiffe mit Kapellenanbauten.
- Das bereits im Jahr 1796 gegründete Kendal-Museum zeigt Artefakte und Dokumente aus der langen Stadtgeschichte.

## Städtepartnerschaften
Kendal unterhält Städtepartnerschaften mit:
- Rinteln, Deutschland (seit 1992)
- Killarney, Irland

## Söhne und Töchter der Stadt
- Desmond Bagley (1923–1983), Thriller-Autor
- Richard Baron (1847–1907), Missionar, Botaniker und Geologe
- Ephraim Chambers (um 1680–1740), Schriftsteller
- Arthur Stanley Eddington (1882–1944),  Astrophysiker
- Daniel Gardner (1750–1805), Porträtmaler
- Steve Hogarth (* 1959), Sänger und Keyboarder
- James Orrom (* 1958), Designer und Professor
- David Pearson (* 1959), Squashspieler und -trainer
- Edward Wakefield, 1. Baronet (1903–1969), Verwaltungsbeamter, Diplomat und Politiker
- British Sea Power, eine Band
- Wild Beasts, eine Band